# Steve Vickers (Fußballspieler)
Stephen „Steve“ Vickers (* 13. Oktober 1967 in Bishop Auckland) ist ein ehemaliger englischer Fußballspieler. Als Innenverteidiger war er zwischen 1985 und 1993 zunächst unterklassig für die Tranmere Rovers aktiv und dort Teil der Mannschaft, die von der vierten hinauf in die zweithöchste Spielklasse marschierte. Im Dezember 1993 wechselte er zum FC Middlesbrough, für den er bis November 2001 insgesamt 161 Partien in der Premier League bestritt. Größte Erfolge waren im Jahr 1997 die beiden Finalteilnahmen im Ligapokal und FA Cup, die jedoch jeweils mit Niederlagen endeten. Im Jahr darauf stand Vickers mit „Boro“ ein weiteres Mal im Ligapokalfinale, das auch verloren ging.

## Sportlicher Werdegang

### Tranmere Rovers (1985–1993)
Vickers wuchs in der nordostenglischen Grafschaft Durham auf und besuchte die Schulen in Evenwood und Staindrop – unweit südwestlich seiner Geburtsstadt Bishop Auckland gelegen. Das Fußballspielen erlernte er ebenfalls in seiner Heimat bei Spennymoor United, bevor er dort Mitte der 1980er-Jahre den Talentscouts des Viertligisten Tranmere Rovers auffiel. Nach seinem Wechsel nach Merseyside eroberte sich Vickers in der Saison 1986/87 einen Stammplatz im Abwehrverbund der Rovers und war fortan eine feste Säule in der kommenden Erfolgsmannschaft unter dem neuen Trainer John King, der ab 1987 die Geschicke des Vereins leitete. Als Tranmere im Jahr 1989 den Aufstieg in die dritte Liga als Vizemeister sicherstellte, hatte Vickers keine der 46 Ligapartien verpasst – wie schon in der Spielzeit 1987/88 zuvor. Der „Höhenflug“ setzte sich in der anschließenden Drittligasaison 1989/90 fort und fast hätte Vickers mit seinen Mannen auf Anhieb den Durchmarsch in die zweithöchste englische Spielklasse realisierte, scheiterte aber im Playoff-Endspiel an Notts Couty mit 0:2. Als „Trostpreis“ galt für Vickers und die Rovers der Gewinn der Football League Trophy im selben Jahr, nach einem 2:1-Endspielsieg gegen die Bristol Rovers, die als Drittligameister die Saison abschlossen.
Bereits ein Jahr später gelang Tranmere in der Spielzeit 1990/91 der zuvor knapp verpasste Aufstieg. Erneut in den Playoffs angekommen, gewann das Team unter King nunmehr im Finale gegen die Bolton Wanderers mit 1:0. Vickers hatte zuvor erneut 42 von 46 Meisterschaftsbegegnungen bestritten, dann aber im siegreichen Endspiel gefehlt. Nach einer weiteren soliden Zweitligasaison 1991/92 mit 43 Ligaeinsätzen und einer Platzierung im gesicherten Mittelfeld mehrten sich die Begehrlichkeiten einiger Erstligisten. Als Innenverteidiger, der über eine gute Grundschnelligkeit verfügte, war vor allem der Aufsteiger Ipswich Town interessiert. Diese Offerte jedoch lehnten Tranmeres Verantwortliche ebenso ab, wie die von Nottingham Forest, der vor allem den Abgang des Nationalspielers Des Walker zu beklagen hatte. So nahm Vickers auch an der weiteren Erfolgsgeschichte der Rovers teil, die nach Ablauf der Saison 1992/93 beinahe mit dem Aufstieg in die Premier League gekrönt worden wäre. Hier scheiterte er mit seinen Mannen im Playoff-Halbfinale knapp nach Hin- und Rückspiel mit 4:5 Toren an Swindon Town. Ein halbes Jahr später verließ er den Verein für eine Ablösesumme von 700.000 Pfund in Richtung des Zweitligakonkurrenten FC Middlesbrough.

### FC Middlesbrough (1993–2001)
Nach dem verpassten Wiederaufstieg in die Premier League in der Saison 1993/94 verstärkte das neue Trainerteam um Bryan Robson und Viv Anderson den Kader massiv, so dass sich zu Vickers noch der erste Millionentransfer Neil Cox und dazu Nigel Pearson und Jan Åge Fjørtoft gesellten. Überlagen gewann „Boro“ in der Spielzeit 1994/95 die Zweitligameisterschaft und Vickers verpasste nur zwei von 46 Ligapartien. Gleichsam Erfolg und Misserfolg waren Begleiter seiner Laufbahn in der Saison 1996/97. Während Vickers gleich zweimal ein nationales Pokal-Endspiel erreichte, gingen jedoch beiden Partien im Ligapokal (0:1 im Wiederholungsspiel gegen Leicester City) und FA Cup (0:2 gegen den FC Chelsea) verloren. Dazu musste der FC Middlesbrough als Tabellenvorletzter wieder den Gang in die Zweitklassigkeit antreten. Bei den beiden Pokalfinalbegegnungen war Vickers als Ergänzungsspieler vorgesehen; im Ligapokal kam er in der ersten Partie gar nicht zum Einsatz und wurde bei der Neuauflage erst ab der 76. Minute für Gianluca Festa eingewechselt. Im FA Cup war sein Beitrag größer, da er bereits nach knapp einer halben Stunde der verletzten Robbie Mustoe zu ersetzen hatte.
Den Rückschlag konnte Vickers mit seinem Verein auf Anhieb über die Zweitligavizemeisterschaft 1998 reparieren und ein weiteres Mal gelang der Einzug ins Endspiel des Ligapokals – nunmehr mit Vickers in der Startelf, aber auch diese Partie ging (wenn gleich knapp in der Verlängerung) mit 0:2 gegen Chelsea verloren. In den folgenden drei Jahren blieb er weiter eine feste Größe in der Premier League mit 93 Erstligaeinsätzen in drei Jahren. Nach dem Trainerwechsel in Middlesbrough zu Steve McClaren wurde im September 2001 Vickers in die zweite Liga an Crystal Palace sowie zwei Monate später an den Meisterschaftskonkurrenten Birmingham City ausgeliehen – er folgte dabei Trainer Steve Bruce (einst selbst Innenverteidiger) von Crystal Palace nach Birmingham.

### Birmingham City (2001–2003)
Mit den „Blues“ gelang Vickers noch einmal im Herbst seiner Karriere ein Achtungserfolg mit einem weiteren Premier-League-Aufstieg. Im siegreichen Playoff-Finale gegen Norwich City stand er dazu in der Startelf, bevor er in der 71. Minute für Darren Carter ausgewechselt wurde und somit den Erfolg im Elfmeterschießen verpasste. Der letzte Ausflug in der Premier League war von kurzer Dauer und Vickers bestritt dort lediglich fünf Partien. Bereits vor Beginn der Saison 2002/03 hatte sich Vickers einer Knieoperation unterzogen und beim ersten Pflichtspiel brach er sich eine Rippe. Dazu kam im Spiel gegen den FC Everton ein Tritt mit beiden Beinen voraus von Wayne Rooney gegen ihn, die für den Übeltäter die erste rote Karte in der noch jungen Laufbahn nach sich zog. Nach einer weiteren Reihe kleinerer Blessuren trat Vickers von seiner aktiven Karriere Mitte 2003 zurück. Im Anschluss an die aktive Karriere zog es Vickers zurück in die nordostenglische Heimat, wo er sich dem Immobiliengeschäft widmete.

## Titel/Auszeichnungen
- Football League Trophy (1): 1990